# Zagłada Żydów na Białorusi
Zagłada Żydów na Białorusi – zagłada Żydów polskich i litewskich (zob. Litwacy) na terytoriach administrowanych przez okupanta niemieckiego jako Komisariat Rzeszy Wschód. Spośród ok. 375 tys. Żydów zamieszkujących ten obszar do końca wojny zdołało przetrwać ok. 130 tys. W trakcie niemieckiej okupacji zginęło ponad dwa miliony obywateli Białoruskiej Socjalistycznej Republiki Radzieckiej, tysiące wiosek i miasteczek zostało wyludnionych.

## Getta

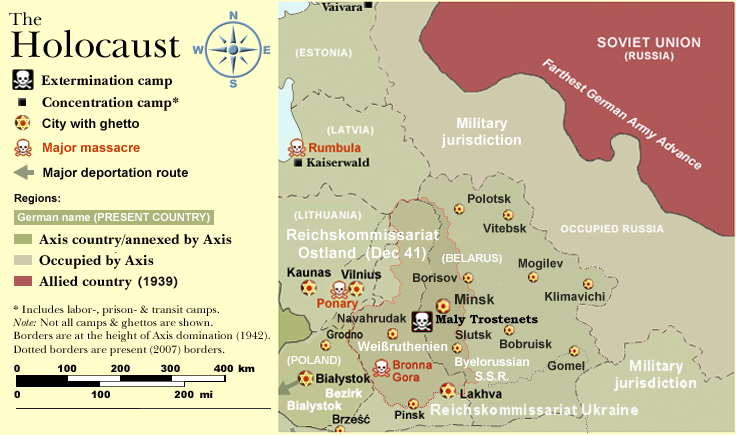
Mapa Holocaustu na Białorusi

- Getto w Baranowiczach
- Getto w Białymstoku
- Getto w Brześciu nad Bugiem
- Getto w Grodnie
- Getto w Klecku
- Getto w Kobryniu
- Getto w Mińsku na Białorusi
- Getto w Witebsku
- Getto w Zdzięciole